# بافل رحى
بافل رحى (Pavel Řehák) (7 أكتوبر 1963 في براغ في التشيك – )؛ هو لاعب كرة قدم سابق كان يلعب كمهاجم.

## وصلات خارجية
- بافل رحى على موقع رابطة كرة القدم اليابانية للمحترفين (اليابانية)
- بافل رحى على موقع قاعدة بيانات كرة القدم.إي يو (الإنجليزية)
- بافل رحى على موقع عالم كرة القدم.نت (الإنجليزية)

- J.League Data Site (باليابانية)